# ورقة نقدية من فئة 50,000 بيزو كولومبي
ورقة الخمسين ألف بيزو كولومبي هي ثاني أعلى فئة نقدية كولومبية . صممها أوسكار مونوز، ويظهر على وجهها الأمامي خورخي إسحاق وبطلة روايته "ماريا" ، بينما يظهر على ظهرها شجرة سمان ألبيزيا ، ونخلتان، وصورة لمنزل إسحاق "إل بارايسو"، ومقتطف من رواية "ماريا". في يونيو 2013، قدّر بنك جمهورية كولومبيا أن 602,500,000 ورقة نقدية من فئة الخمسين ألف بيزو كانت متداولة. 
طُبعت لأول مرة في الأول من ديسمبر عام ٢٠٠٠، وتحتوي على العديد من ميزات الأمان، مثل علامة مائية، وحبر فوق بنفسجي، وشريط ثلاثي الأبعاد، وطباعة مجهرية . يبلغ قياسها 140 by 70 مليمتر (5.5 by 2.8 بوصة) ، كل نوتة مصنوعة من ألياف القطن.

## تاريخ
حتى عام ١٨٧٠، لم تكن هناك بنوك في كولومبيا؛ وكان الائتمان متاحًا فقط من خلال الكنيسة وكبار التجار. كانت العملات المعدنية المصنوعة من الذهب والفضة والنيكل والنحاس متداولة، ولكن لم تُصدر أي أوراق نقدية، نظرًا لتخلف النظام النقدي في كولومبيا. كان بنكو دي بوغوتا ‏ أول بنك خاص ‏ يُنشأ في كولومبيا عام ١٨٧٠.  من عام ١٨٧١ إلى عام ١٨٨٦، أصدر ستة وثلاثون بنكًا خاصًا أوراقًا نقدية بموجب القانون رقم ٣٥. ومع ذلك، في عام ١٨٨٦، أعلن الرئيس رافائيل نونيز الأوراق النقدية التي أصدرها البنك الوطني هي العملة القانونية في كولومبيا. 
بعد إنشائه في عام 1923، أُنشِئ بنك الجمهورية ( الإسبانية: Banco de la República) تأسس كبنك رئيسي في كولومبيا، والبنك الوحيد المسموح له بإصدار العملات.  بين عامي 1923 و1931، طُرحت أوراق نقدية من فئات 1، و2، و5، و10، و20، و50، و100، و500 بيزو للتداول، والتي كان من الممكن استبدالها بالذهب أو الدولار الأمريكي. بعد ثلاثينيات القرن العشرين، توقفت هذه الأوراق النقدية عن التحويل إلى ذهب، لكنها ظلت متداولة حتى منتصف سبعينيات القرن العشرين، عندما استُبدلت بعملات نحاسية ونيكل. استمرت الخزانة العامة للدولة في تصنيع هذه العملات حتى عام 1991. 

## الرسومات
طباعة أوراق بنك جمهورية كولومبيا ( الإسبانية: Imprenta de Billetes del Banco de la República de Colombia) اُفتُتِح رسميًا في 23 أكتوبر 1959،  وطُبِعَت ورقة نقدية بقيمة 50000 بيزو لأول مرة في عام 2000.  ورقة نقدية بقيمة 50000 بيزو هي أعلى فئة عملة في كولومبيا، ويبلغ قياسها 140 مم × 70 مم.  تُقَدَّم الرسوم التوضيحية عموديًا، وقد صمم الورقة النقدية أوسكار مونوز. 
على الوجه الأمامي للورقة النقدية، الألوان الرئيسية هي الأرجواني والأخضر والأصفر، وتحمل صورة للكاتب والشاعر خورخي إسحاق ، على خلفية نهر كاوكا ‏ في وادي كاوكا . كما تظهر بطلة روايته "ماريا"، وهي صورة استوحى منها لويس أ. باريرا نصبًا تذكاريًا.   كُتب الرقم "50" بطريقة برايل. كما كُتب على الوجه الأمامي للورقة النقدية اسم العملة (البيزو)، والبلد (كولومبيا)، واسم بنك الجمهورية. 
يظهر على ظهر الورقة النقدية شجرة ألبيزيا سامان ، وهي سمة مميزة لمنطقة فالي ديل كاوكا، بالإضافة إلى صورة لمنزل إسحاق "إل بارايسو"،    الذي اشتراه عام 1854 وأقام فيه خلال فترة مراهقته.  يغلب على هذا الجانب اللون الأرجواني والأصفر، ويحتوي أيضًا على شعار بنك الجمهورية. كما طُبعت شجرتا نخيل على ظهر الورقة النقدية، وخلفهما فقرة من قصيدة "ماريا" عن أجواء المساء في فالي ديل كاوكا.

## الطبعات
منذ الطباعة الأولية لورقة الخمسين ألف بيزو، صدرت تسعة عشر طبعة منها: 
إصدارات ورقة الـ 50,000 بيزو:
| رقم الإصدار | تاريخ الإصدار  | تاريخ التداول  | التغييرات من العدد السابق |
| ----------- | -------------- | -------------- | --- |
| 1           | 7 أغسطس 2000   | 1 ديسمبر 2000  | |
| 2           | 1 مايو 2001    | 1 مارس 2002    | لم يعد مكان الطباعة ( بوغوتا ) يظهر على المذكرة. |
| 3           | 23 يوليو 2001  | 11 أغسطس 2003  | |
| 4           | 15 مايو 2002   | 11 أكتوبر 2004 | |
| 5           | 20 يونيو 2003  | 23 سبتمبر 2005 | |
| 6           | 9 مارس 2005    | 1 ديسمبر 2006  | استُبدِل توقيع ميغيل أوروتيا مونتويا بتوقيع المدير الجديد لبنك الجمهورية، خوسيه داريو أوريبي إسكوبار. وبقي توقيع المدير التنفيذي، جيراردو هيرنانديز كوريا، على الورقة النقدية. |
| 7           | 6 فبراير 2006  | 10 أبريل 2007  | |
| 8           | 23 نوفمبر 2006 | 14 ديسمبر 2007 | |
| 9           | 24 نوفمبر 2006 | 10 نوفمبر 2008 | |
| 10          | 22 أغسطس 2007  | 5 يونيو 2009   | |
| 11          | 4 سبتمبر 2008  | 12 يناير 2010  | |
| 12          | 5 سبتمبر 2008  | 2 نوفمبر 2010  | |
| 13          | 25 أغسطس 2009  | 8 أبريل 2011   | |
| 14          | 26 أغسطس 2009  | 21 أكتوبر 2011 | |
| 15          | 27 أغسطس 2009  | 19 ديسمبر 2011 | |
| 16          | 7 أغسطس 2010   | 2 نوفمبر 2012  | |
| 17          | 8 أغسطس 2010   | 5 أبريل 2013   | |
| 18          | 26 أغسطس 2011  | 4 أكتوبر 2013  | |
| 19          | 27 أغسطس 2011  | 12 ديسمبر 2013 | |

## ميزات السلامة
تحتوي الأوراق النقدية على خيطين أمان ، الأول شريط معتم، والثاني نص "50 مليون بيزو كولومبيا" الذي يمكن رؤيته تحت الضوء المباشر. توجد علامة مائية لوجه خورخي إسحاق، إلى جانب العديد من أمثلة الطباعة البارزة .  تحت الضوء فوق البنفسجي، تبدو الورقة النقدية برتقالية اللون مع ألياف صفراء. كما أنها محمية برقم تسلسلي، ويُستخدم حبر متحول اللون ومختلف أنواع الطباعة الدقيقة على الوجه الأمامي للرقم 50 (الذي يتسبب حبر التحول اللوني في تغييره من اللون الذهبي إلى الأخضر عند إمالته). على كلا جانبي الورقة النقدية، توجد كتب معروضة على الأوراق النقدية مع مساحات فارغة ملونة. عند عرض الورقة النقدية من خلال الشفافية، تتطابق هذه المساحات مع تلك الموجودة على الجانب الآخر من الورقة النقدية.

## إنتاج
اعتبارًا من مارس 2010، بلغت تكلفة إنتاج كل ورقة نقدية من فئة 50,000 بيزو 103 بيزو. وبالمقارنة، تبلغ تكلفة إنتاج ورقة نقدية من فئة 1,000 بيزو 57 بيزو، نظرًا لعدم وجود أجهزة أمان كافية بها.  تُرسل الأوراق النقدية ذات الحالة السيئة إلى الخزانة المركزية ( الإسبانية: Central de Efectivo )، حيث تُدَمَّر.  تستغرق عملية تصنيع كل ورقة نقدية 28 يومًا، وستظل كل ورقة نقدية متداولة لمدة 34 شهرًا.  وعلى الرغم من اعتماد الدول الأخرى للأوراق النقدية المغلفة لتحقيق مزيد من المتانة، فقد قررت كولومبيا عدم القيام بذلك في محاولة لمنع الأوراق النقدية المزيفة. 

## أنظر أيضاً
- ورقة نقدية من فئة 20,000 بيزو كولومبي
- البيزو الكولومبي